# Mesobatrachia
Mesobatrachia je podřád žab, který obsahuje 6 čeledí, 21 rodů a 171 druhů. Je to poměrně
nová skupina, která vznikla v r. 1993. Na vývojovém stupni se nachází mezi podřády Archaeobatrachia a
Neobatrachia.

## Taxonomie
Základní rozdělení, existují ale i rozdělení čeledí podle anatomie, chování atd. do různých (2-4) nadčeledí 
- podřád Mesobatrachia
  - čeleď Megophryidae (Bonaparte, 1850) – Pablatnicovití
  - čeleď Pelobatidae (Bonaparte, 1850) – Blatnicovití
  - čeleď Pelodytidae (Bonaparte, 1850) – Blatničkovití
  - čeleď Pipidae (Gray, 1825) – Pipovití
  - čeleď Rhinophrynidae (Günther, 1859) – Bachratkovití
  - čeleď Scaphiopodidae (Cope, 1865)

Jedná se o parafyletický podřád, přirozenými klady jsou pravděpodobně Pipoidea (pipovití a bachratkovití), odvětvující se bazálněji, a Pelobatoidea (ostatní čeledi), představující pravděpodobně sesterskou skupinu přirozeného podřádu Neobatrachia.